# كرباين

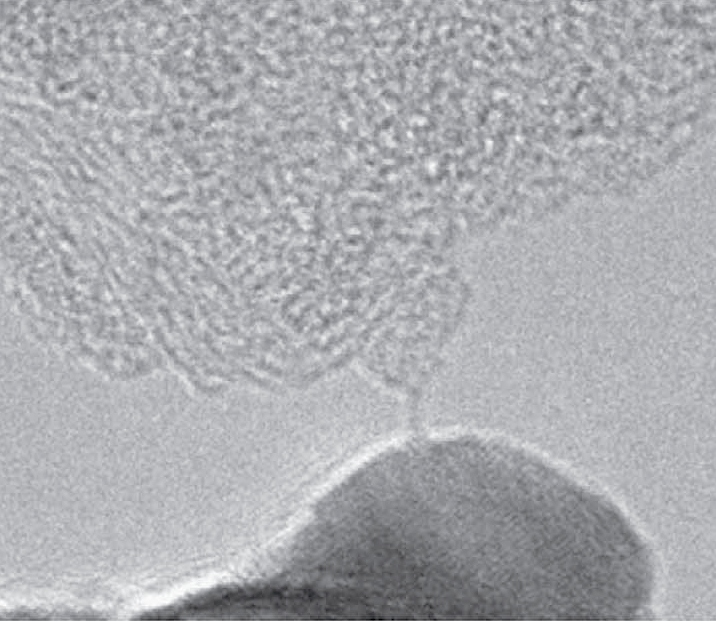

الكرباين (carbyne)، والذي يعرف أيضاً باسم الكربون الأسيتيليني الخطي، هو أحد متآصلات الكربون، والذي يكون على شكل سلسلة خطية بين ذرات الكربون وذلك بشكل متناوب بين الرابطة الأحادية والرابطة الثلاثية على الشكل: C≡C−)n−).
لا يزال هذا الشكل من أشكال الكربون في طور البحث ويصنع مخبرياً فقط. ولكن على الرغم من ذلك، فإن الخصائص التي يمتلكها الكرباين من حيث قيم معامل يونغ التي تفوق التي للألماس بحوالي أربعين مرة، وقد يكون بذلك أقسى مادة معروفة.

## اقرأ أيضاً
- لونسداليت